# Autoportrait (Rubens)
Pour les articles homonymes, voir Autoportrait (homonymie).
L'Autoportrait de Rubens est une peinture à l'huile sur toile (109,5x85 cm), réalisée entre 1638 et 1639 par Pierre Paul Rubens.
Il est conservé au Kunsthistorisches Museum de Vienne.